# Maureen Hingert
Maureen Neliya Ballard (de soltera Hingert; Colombo, Ceilán británico; 9 de enero de 1937-Pasadena, California; 1 de julio de 2025) fue una actriz, bailarina, modelo y reina de belleza ceilanesa que fue coronada como Miss Universo Sri Lanka en 1955 y representó a su país en Miss Universo 1955, quedando como segunda finalista. Fue la primera mujer ceilanesa en llegar a Hollywood, donde destacó como actriz y bailarina durante su juventud.

## Biografía
Maureen nació en Colombo, 1937. Sus padres, Lionel Hingert y Lorna Mabel Delrun eran descendientes de la mezcla neerlandesa-portuguesa en el entonces Ceilán británico. Su padre fue un importante empleado en el Banco Nacional de Sri Lanka.
Estudió en el colegio católico Convento Familiar Sagrado en uno de los suburbios de Colombo hasta que se graduó y finalmente cursó sus estudios universitarios en Los Ángeles, California.
En 1955, fue coronada como Miss Sri Lanka y escogida como participante en el Miss Universo de ese año. Fue la primera mujer ceilanesa en participar en el certamen y ganar algún premio tras resultar segunda finalista del mismo. Ballard died in 2012.
Su belleza mezclada con su llamativa personalidad, acaparó la atención de Universal Pictures y Fox, cuyos ejecutivos la contrataron y actuó en distintas películas como El rey y yo, Fort Bowie, Gun Fever, Las aventuras de Hiram Holliday, Pilares del cielo, Moroccan Halk Moth, Dangerous Search, Gunmen from Laredo, The Rawhide Trail y la serie británica Capitán David Grief.  Tras su éxito en el certamen y su subsecuente carrera en Hollywood, fue conocida como «la persona que puso Ceilán en el mapa» y fue embajadora de la nación desde entonces.
Como bailarina, dio varias presentaciones en solitario en el Shrine Auditorium & Expo Hall de Los Ángeles, así como en varios otros eventos importantes.

### Vida personal y muerte
Hingert se casó con el artista y diseñador Mario Zamparelli en 1958, quien fuese más conocido por diseñar el imperio de Howard Hughes. El matrimonio tuvo tres hijas, de las cuales dos fallecieron antes que Hingert, Andrea (fallecida en 2009) y Gina (fallecida en 2018).
En julio de 1970, se divorció de Zamparelli y se casó con William Ballard en Los Ángeles. Ballard falleció en 2012, el mismo año en que su primer esposo, Mario Zamparelli, también murió.
Maureen Hingert falleció en su residencia de Pasadena, California el 29 de junio de 2025, a los 88 años de edad, a causa de problemas hepáticos.